# Calçada portuguesa do Parque da Independência

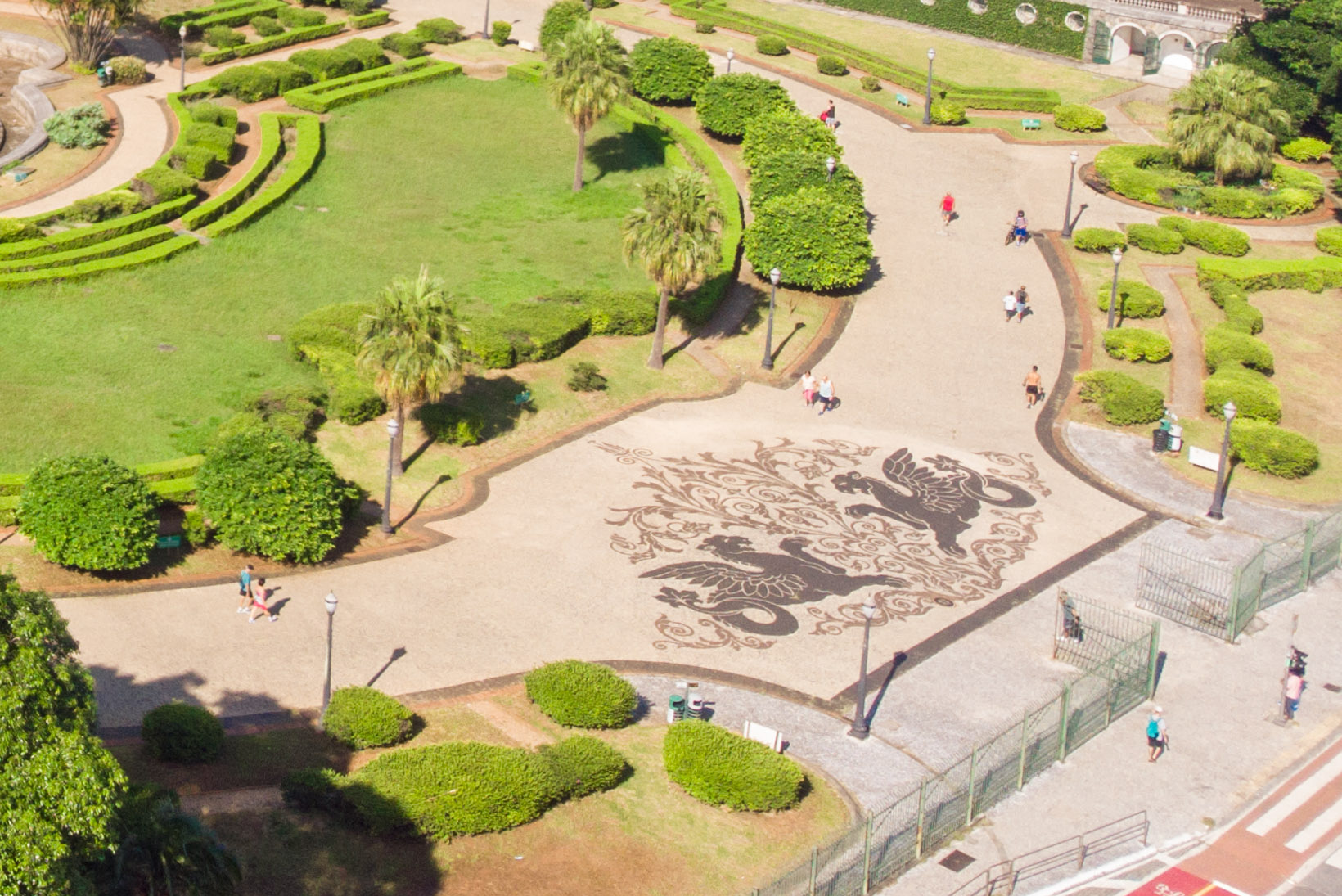
Vista aérea da calçada portuguesa do Parque da Independência em 2019.

A calçada portuguesa do Parque da Independência é o calçamento ornamentado que recorta o jardim do parque e é composto por mosaicos em pedra portuguesa, incluindo uma ampla figura de dragão rodeado por motivos florais e caminhos com desenhos simétricos. Uma réplica do calçamento foi criada na miniatura do museu criada para o Mini Mundo, parque em miniatura brasileiro, localizado na cidade de Gramado, no Rio Grande do Sul. O mosaico certamente foi uma influência para outros edifícios tombados, como é o caso da Casa dos Jafet, situada à rua Bom Pastor, que possui jardins cortados por mosaicos e plantas ornamentais.

## Contexto histórico

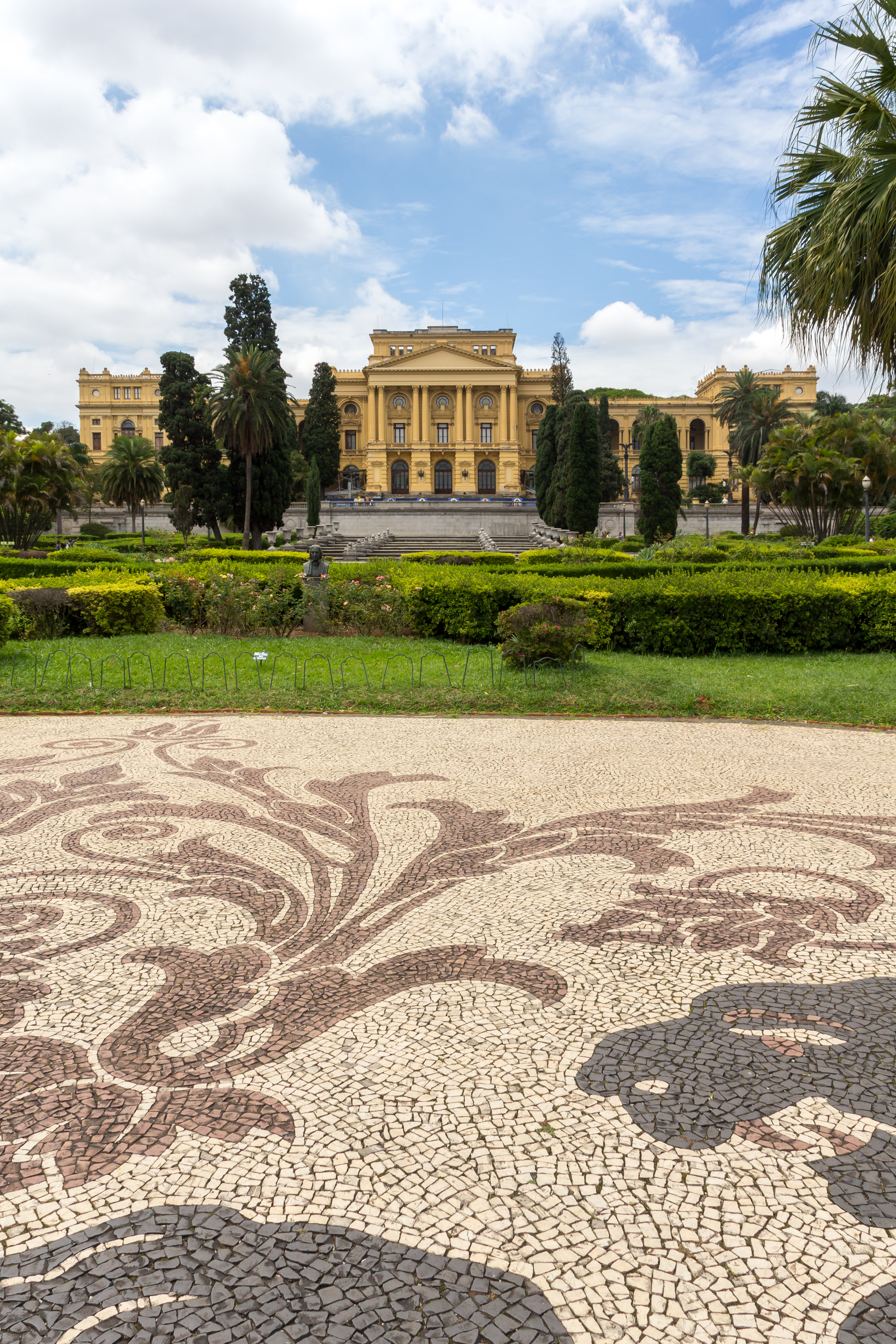
Detalhe do calçada portuguesa do Parque da Independência em 2018.

Na passagem do século XIX para o século XX, a arquitetura paulista passa por mudanças perceptíveis na adoção de recuos frontais e laterais de casas e mansões. Tais recuos serviam não apenas para o resguardo e delimitação do espaço para a circulação dos pedestres, mas também para permitir a aparição dos jardins e acessos às garagens de automóveis. Surgem, nesse contexto, os calçamentos paulistas, fazendo uso frequente da calçada ou mosaico português como solução estética. Anteriormente restritos ao entorno de espaços públicos, tal como o próprio calçamento do Parque da Independência, além do Teatro Municipal e da Praça do Patriarca, esses mosaicos se estenderam às calçadas dos jardins das residências das elites.

## Restauros
No ano de 1991 o artista plástico Francisco Zorzete liderou um trabalho de restauração da arte da calcetaria na cidade de São Paulo, durante a gestão da então prefeita Luiza Erundina. Estabelecendo um eixo Sé- Arouche, o projeto de restauro valeu-se de pesquisas fundamentadas em fontes fotográficas e iconográficas e incluiu, além do Parque da Independência, a praça Ramos de Azevedo.